# Skogsviol
Skogsviol (Viola riviniana) är en art i familjen violväxter som förekommer naturligt i Europa och nordvästra Afrika. Den har hjärtformade blad och blåvioletta blommor med gulvit sporre.

## Etymologi
Skogsviolen har fått sitt artepitet, riviniana, efter Augustus Quirinus Rivinus, en tysk läkare och botaniker som levde 1652-1723. Benämningen skogsviol förekommer i litteratur sedan 1893.